# GE B36-7
A GE B36-7 é uma locomotiva diesel-elétrica de quatro eixos, capaz de gerar 3600 hp de potência útil, sendo equipada com o tradicional motor diesel GE 7FDL em sua versão de 16 cilindros. Tem classificação AAR B-B e foi construída pela GE Transportation entre 1980 e 1985.

## Histórico
A B36-7 é um versão muito similar a sua precessora, a B30-7, a única diferença externa é a configuração das entradas de ar abaixo do radiador traseiro. Ao todo 230 exemplares deste modelo foram construídos, todos para ferrovias norte americanas. Das 230 maquinas, 180 foram compradas por duas gigantes da Costa Leste americana, a Seaboard System Railroad ( que viria a fazer parte da CSX em uma fusão em 1986) e a Conrail, ferrovia estatal, atualmente dividida entre as operadoras privadas Norfolk Southern e CSX.  
Outras ferrovias que adquiriram tais maquinas foram a Santa Fe, a Southern Pacific, através de sua subsidiária Cotton Belt.
Estas máquinas, apesar de seu tamanho pequeno e modesto, eram muito potentes para a época, gerando 3.600 HP. Por este motivo foram geralmente designadas para trens rápidos de containers ou serviço intermodal, além de trens expressos de vagões refrigerados. A maior parte das 120 máquinas da Seaboard continuava em serviço até 2006. Já as unidades da Conrail foram todas baixadas nos anos de 2000 e 2001. Assim como destronou as B30-7 como a máquina top de linha da GE para trens expressos a B36-7 foi sucedida por um modelo mais moderno, eficiente e fácil de manter, graças a tecnologia de microprocessamento Dash-8. Essa máquina possui 4,000 hp e foi designada B40-8.

## Cotton Belt
Uma das locomotivas da Cotton Belt, subsidiária da Southern Pacific, número 7771, se acidentou sem nem ter completado um ano de operações, esta máquina foi reformada por essa ferrovia e reconstruída, sendo devolvida as linhas como uma unidade B (sem cabine de operação), entretanto sua designação e seu modelo permaneceram inalterados pela SP. Essa máquina costuma ser chamada de B36-7(B).

## Conrail
A Conrail encomendou junto a General Electric 60 unidades da B36-7 em 1983 para tracionar seus trens intermodais a altas velocidades. 
Mas o tempo e a manutenção abaixo do ideal cobraram o preço dessas locomotivas. Já nos anos 90 as B36-7 da empresa já estavam cansadas e começavam a dar sinal de idade avançada como nuvens de fumaça negra provenientes de queima ineficaz de combustível e eram escaladas para trens de carga sem prioridade e trens de baixa velocidade, demonstrando que seus tempos de glória haviam passado.